# کامپوستلا ولی
کامپوستلا ولی (به انگلیسی: Compostela Valley، دره کامپوستلا) یکی از استان‌های کشور فیلیپین است. این استان بخشی از جزیرهٔ میندانائو به شمار می‌رود.
مرکز این استان شهر نابونتوران Nabunturan است. جمعیت آن پانصد و هشتاد هزار نفر است. مساحت این استان چهار هزار کیلومتر مربع است.